# ترو والیما
تِرو وَلیما (به انگلیسی: Tero Välimaa) (زادهٔ ۱۰ اوت ۱۹۷۸) شناگر اهل فنلاند است.